# Gastronomía de Melilla

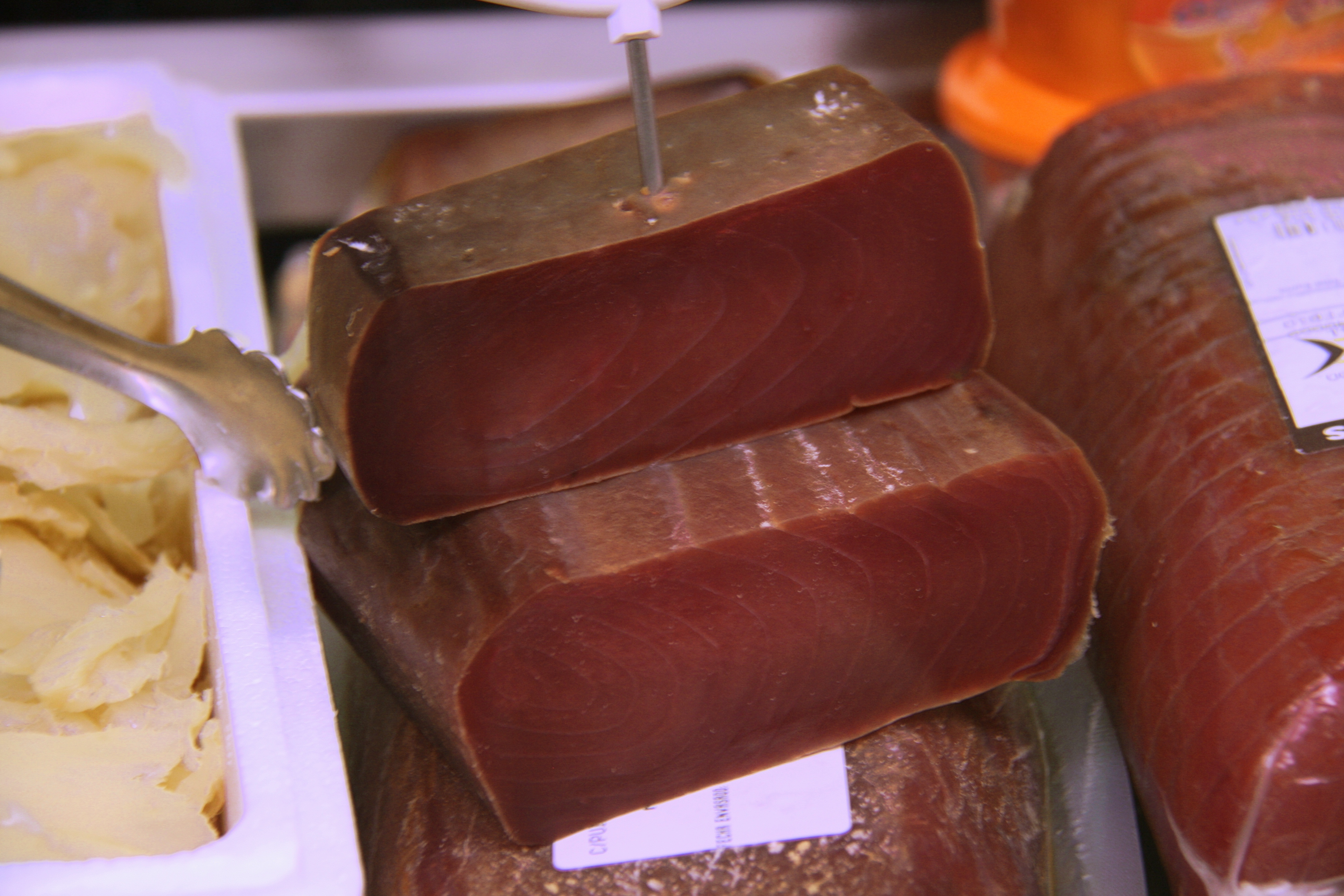
Mojama de atún

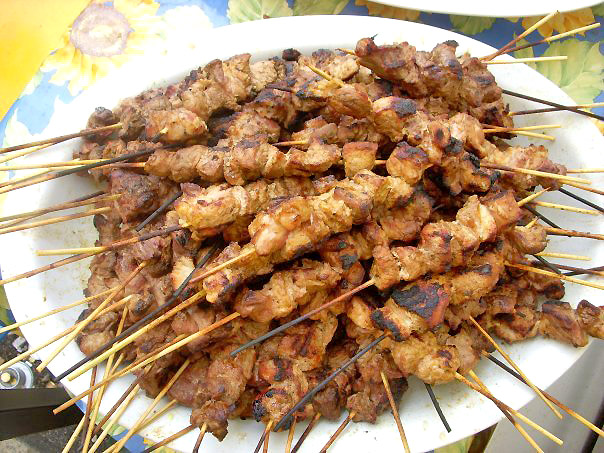
Pinchos de cordero

La gastronomía de Melilla es el conjunto de platos típicos que podemos encontrar en Melilla (España). Es una gastronomía que por su situación geográfica, tradicionalmente ha sido y es principalmente marinera, además de incorporar ingredientes de importación, debido a la escasez de suelos cultivables. Se trata de una gastronomía  «mestiza» debido a las múltiples influencias que ha ido recibiendo en función de la procedencia cultural de sus gentes: musulmanes, judíos, hindúes, o cristianos, quienes, en los diferentes hogares elaboran sus propias recetas tradicionales, pero también se ha producido intercambio y mezcla entre elementos culinarios de las diferentes culturas, lo que da origen a platos novedosos que no se encuentran en otros lugares.
Su recetario se nutre principalmente de las gastronomías andaluza, andalusí y marroquí. Como no podía ser de otra manera es parte de la dieta mediterránea.

## Ingredientes

### Pescado y marisco

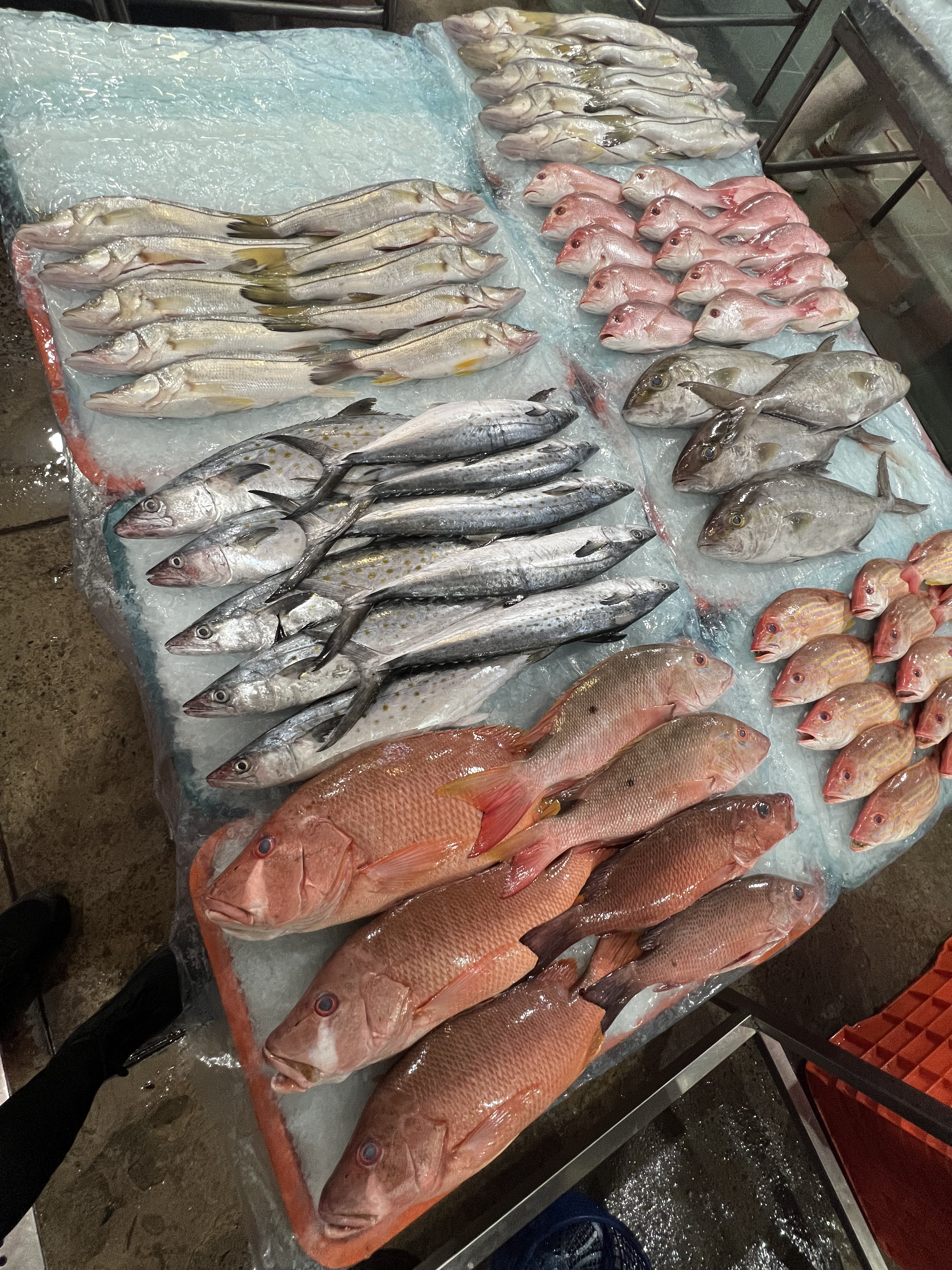
Marisco en la plaza de abastos de Melilla

Por su localización, entre el mar mediterráneo el océano Atlántico y la frontera con Marruecos, ofrece pescados y mariscos de calidad única, y que ocupan un lugar privilegiado en la mesa. Consumidos tanto frescos, como en salazones.
En la plaza de abastos podemos encontrar frescos como: bonito, aguja pala, meros, salmonetes, acedias, pijotas, caballas, boquerones, sardinas, rosadas, brótolas, samas, voraces, gallos del estrecho, cazones, rodaballo, chocos, calamares, melva, albacora, listado, almejas, coquinas, conchas fina, langostinos, burgaillos, cigalas, gambas y centollas; que admiten un sinfín de posibilidades a la hora de cocinarse.

### Fruta y verdura
En temporada podemos encontrar los higos chumbos en la plaza de abastos que crecen salvajes en las laderas de la ciudad, verduras y demás frutas siempre han entrado por el puerto procedentes de la península o desde el otro lado de la frontera debido a la escasez de terreno para cultivo.
Existen diversas preparaciones con verduras, influencias de los dos lados del estrecho, como el tajín de verduras, el gazpacho, o la harira.

### Carne

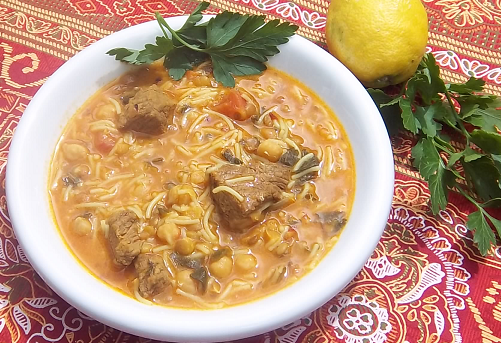
Harira

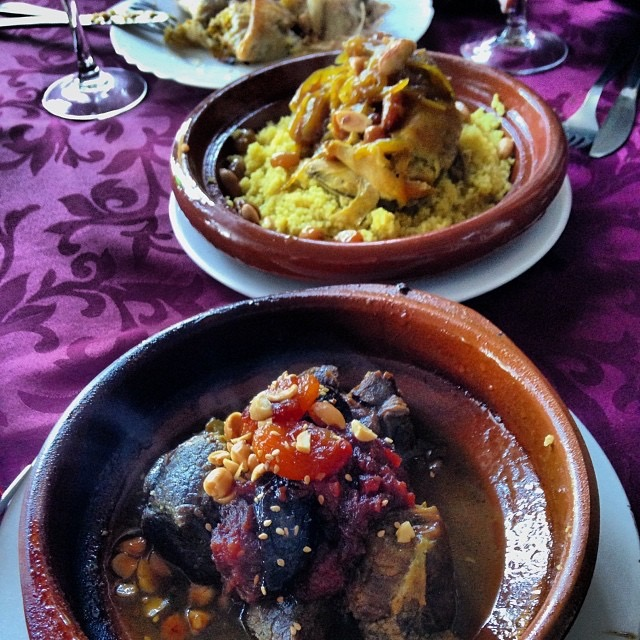
Cúscus de pollo y kefta de cordero

Son clásicos los pinchos morunos de ternera, cordero o pollo, que se pueden degustar en casi cualquier terraza que tenga un anafe.
Las breuats y las pastelas las podemos encontrar en casi cualquier pastelería local.

## Especias

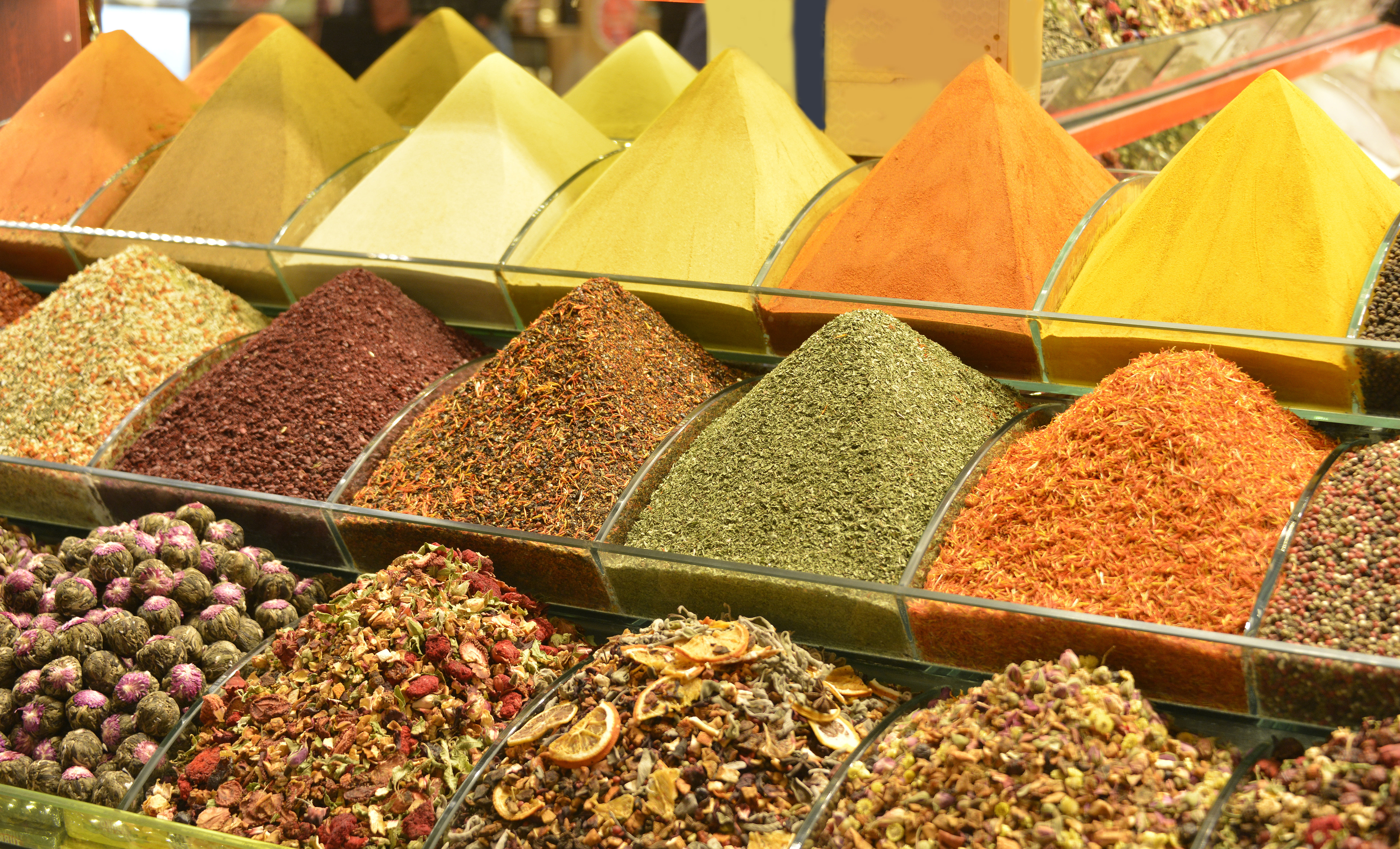
Especias en la plaza de abastos de Melilla

Ocupan un papel bien importante en la cocina de Melilla, acompañan a muchos platos tanto de herencia árabe como de herencia Andaluza. 
Las especias más comunes que podemos encontrar son la canela, el comino, la cúrcuma, el jengibre, la pimienta negra, el pimentón, anís, coriandro, azafrán y cilantro. 
Se emplean también mezclas de especias realizadas por los comerciantes y denominadas ras al hanut, el número de especias es muy diverso y su composición y proporciones son secreto de cada tienda, y preparado al gusto del consumidor.

## Dulces y postres
En el apartado de postres destacan las torrijas, las shebaquía o pestiños y las pastelas. 

## Bebida

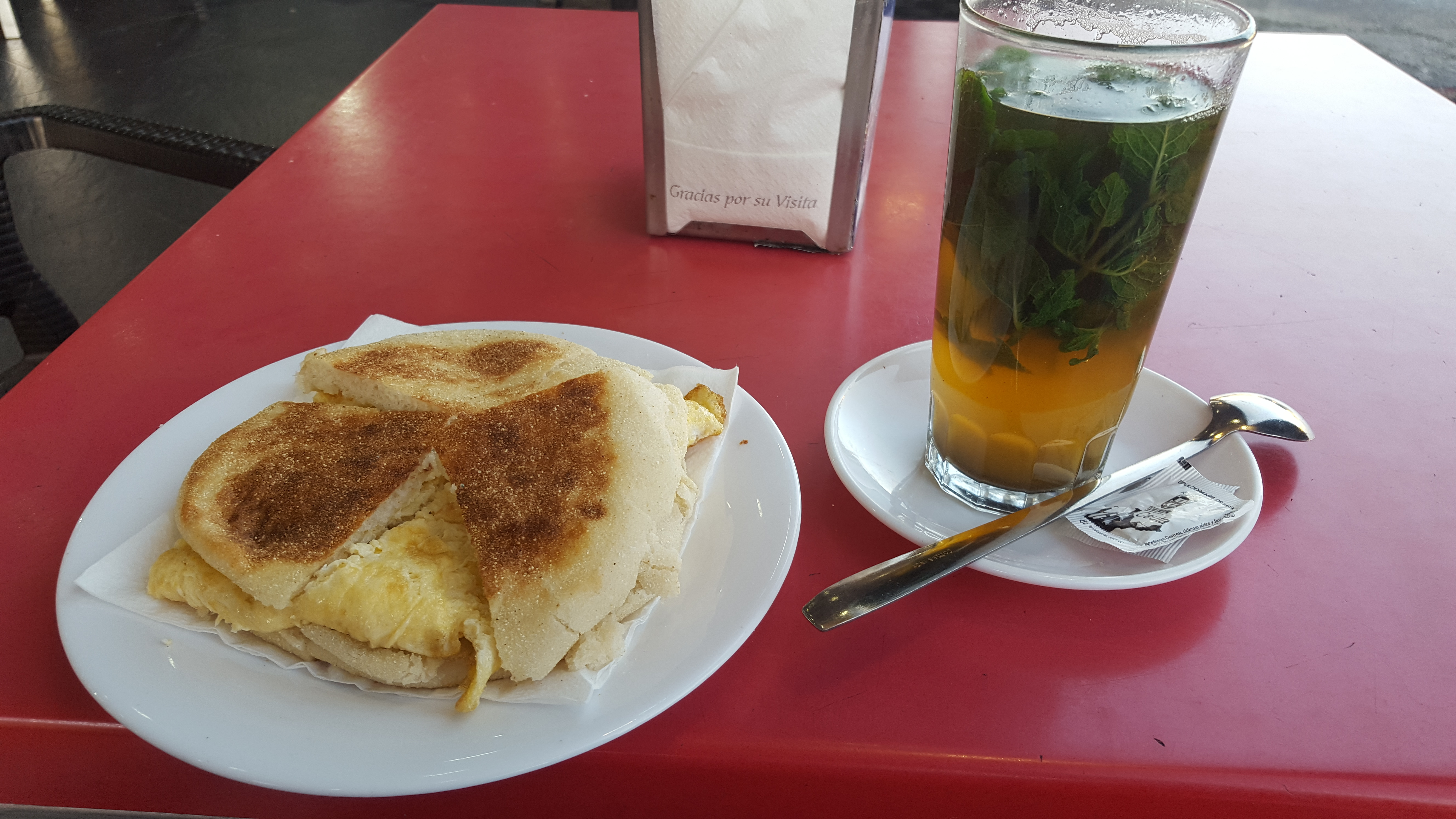
Té moruno

El té verde con hierbabuena se puede degustar en cualquier cafería o cafetín a cualquier hora.

## Bocadillos
Son muy típicas las pequeñas hamburgueserías-bocaterías que salpican la ciudad, donde ponen los bocadillos denominados camperos, los cuales se hacen con un mollete de mayores dimensiones que el habitual, con una base de lechuga, tomate, queso, cebolla, mayonesa, y acompañados de gran variedad de ingredientes, especialmente de pechuga de pollo.

## Platos
Algunos platos típicos son: 
- Rape a la Rusadir
- Paella
- Olla Gitana
- Pollo a la Moruna
- Harira
- Cazuela de pescados
- Pescado frito
- Marisco
- Pinchitos morunos
- Tajín
- Cuscús
- Ensalada de zanahorias con comino
- Sopa de fideos gordos con pescado